# Meeresgebiet der östlichen Kieler Bucht
Meeresgebiet der östlichen Kieler Bucht este o arie protejată (arie specială de conservare — SAC, sit de importanță comunitară — SCI) din Germania întinsă pe o suprafață de 61.830 ha, integral pe uscat.

## Localizare
Centrul sitului Meeresgebiet der östlichen Kieler Bucht este situat la coordonatele 54°26′50″N 10°52′22″E / 54.4472°N 10.8728°E.

## Înființare
Situl Meeresgebiet der östlichen Kieler Bucht a fost declarat sit de importanță comunitară în septembrie 2004 pentru a proteja 1 specie de animale. Situl a fost protejat și ca arie specială de conservare în ianuarie 2010.

## Biodiversitate
Situată în ecoregiunea continentală, aria protejată conține 4 habitate naturale: Bancuri de nisip acoperite în permanență slab de apă marină, Terase mlăștinoase și terase nisipoase neacoperite de apă la reflux, Golfuri mici largi și golfuri puțin adânci, Recifuri.
La baza desemnării sitului se află o specie protejată de  mamifere: marsuin (Phocoena phocoena)